# Serghei Sokolov
Serghei Leonidovici Sokolov (în rusă Серге́й Леони́дович Соколо́в)  (n. 1 iulie 1911, d. 31 august 2012) a fost un mareșal al Uniunii Sovietice.
Între anii 1984-1987 a ocupat funcția de Ministru al Apărării al URSS.